# Sara Moretto
Sara Moretto (Portogruaro, 28 settembre 1980) è una politica italiana, deputata alla Camera nella XVII e XVIII legislatura della Repubblica Italiana, eletta con il Partito Democratico alle elezioni politiche del 2018, per poi passare nel 2019 ad Italia Viva di Matteo Renzi.

## Biografia
Nata il 28 settembre 1980 Portogruaro (VE), dove si è diplomata in ragioneria e perito commerciale all'allora istituto tecnico commerciale "Gino Luzzatto", si occupa di amministrazione nell'azienda di famiglia e si laurea nel 2004 in economia aziendale all'Università Ca' Foscari Venezia.
La sua carriera politica inizia a livello locale come consigliere comunale di Portogruaro, venendo eletta per due volte di seguito (2004 e 2010) in quota a una lista civica di centro-sinistra.
Alle elezioni politiche del 2013 viene candidata alla Camera dei deputati, tra le liste del PD nella circoscrizione Veneto 1 in nona posizione, risultando l'ultima degli eletti come deputata. Nella XVII legislatura della Repubblica è stata componente della 8ª Commissione Ambiente, Territorio e Lavori pubblici, della 6ª Commissione Finanze e di una Commissione parlamentare d'inchiesta.
Alle elezioni politiche del 2018 viene ricandidata alla Camera, tra le liste del PD nel collegio plurinominale Veneto 1 - 01, venendo rieletta deputata a Montecitorio.
A seguito della scissione nel PD da parte del gruppo dei parlamentari renziani, Moretto aderisce nel settembre 2019 ad Italia Viva, il partito fondato da Matteo Renzi di stampo liberale e centrista.
Alle elezioni comunali del 2024 si candida per la carica di sindaca di Portogruaro, sostenuta da una coalizione di liste civiche centriste, classificandosi terza.